# ザ・ワンダース
ザ・ワンダース（THE WONDERS）は、1967年に結成された日本のコーラス・グループ・グループ・サウンズである。「すばらしい人たち」という意味と、彼らのコーラス指導をした和田昭治の名字から命名された。
テイチクレコード専属歌手という契約上、他社ではジ・エコーズ名義でアニメソングや軍歌をレコーディングしている。
1969年に解散。

## メンバー
- 栗敏夫（本名：小栗俊雄） 1943年8月18日[1] - 、ボーカル/ギター/ドラム（リーダー）
- 朝紘一（朝コータロー） 1942年3月15日 - 、ボーカル/ギター/ベース
- 尾崎紀世彦 1943年1月1日 - 2012年5月30日[2]、ボーカル/ギター

※5人編成の時期がある。

## 来歴
1966年頃、四国で行われたジョイントライブで「ジミー時田とマウンテンプレイボーイズ」の尾崎と、「ザ・タドポールズ」の朝と栗が知り合う。同年代ということで打ち解け、音楽で意気投合した三人は1967年1月10日グループを結成、ジャズ喫茶や米軍キャンプでの演奏を中心に音楽活動をスタートさせた。ウォーカー・ブラザーズやザ・ビートルズのカバー曲を歌っていたが、日音のプロデューサー・村上司にスカウトされ、1967年8月にシングル「明日への道」とアルバム『ニューカマー・ザ・ワンダース』の同時リリースでデビューする。
『ウルトラセブン』の音楽制作担当プロデューサーの木山貢吉(日音)が、主題歌と挿入歌をテイチク（現・テイチクエンタテインメント）からデビュー直後のザ・ワンダースにキャスティングした。だが、この曲は日音が原盤製作し、各レコード会社へ音源貸出方式を採っていたため、テイチクレコードとの契約上「ザ・ワンダース」という名称を使用できなかった。そこでプロデューサーの村上と木山が｢ジ・エコーズ｣と名付け、発売に至った。
ザ・ワンダースとしてライブ活動し、テレビ主題歌等をジ・エコーズ名義で歌っていたが、グループ・サウンズブームに翳りが見えた1969年秋、村上が三人に、思うような結果が出ないのでグループを解散し、栗は音楽制作のスタッフに、朝は作詞家に、そして尾崎はソロボーカリストになってはどうかと提案した。将来を考え三人はグループ解散を受け入れた。

## 解散後
栗敏夫
歌手を引退し、日音の音楽制作スタッフとなる。
朝紘一
ヒデ夕樹の「ソウルフル・ブラッズ」に参加。1973年、「ヒデとコータロー」を結成する。ソロでは「朝紘太郎」「朝コータロー」「朝礼志」名義がある、日立グループ「日立の樹」（CMソング）、『スーパーロボット レッドバロン』主題歌、映画『GOEMON』やテレビ番組のナレーション、声優、ボイストレーナーなど、活動の幅を広げた。
尾崎紀世彦
ナイトクラブで弾き語りを始め、ソロデビューを薦める村上がその店に日参。ソロデビューから半年後、「また逢う日まで」が大ヒットすることとなる。ソロとなっても、栗とは歌手とプロデューサーとして、朝とは同じステージで活動することも多かった。

## 再結成
2010年7月末、仙台放送の特別企画DVD『懐かしのせんだい・みやぎ映像集 続・昭和の情景』で再結成し、オリジナルテーマソング「ぐいぐい走れ仙石線」と挿入歌の「ウルトラセブンの歌」を歌った。「ウルトラセブンの歌」は、当時のメンバーによる43年ぶりのセルフカバー（オリジナル・カラオケを使用）で、本来の「ザ・ワンダース」名義では初のリリースとなった。ちなみに1回目の「セブン」が朝コータロー、2回目の「セブン」が小栗俊雄、3回目の「セブン」が尾崎紀世彦である。

## ディスコグラフィ

### シングル
- 「明日への道」（1967年8月1日、2014年[7]）作詞・作曲：和田昭治
B面：「遠い思い出」作詞・作曲・編曲：和田昭治
- 「霧と恋」（1967年10月1日、2014年[7]）作詞：橋本淳、作曲・編曲：すぎやまこういち
B面：「悲しくて」作詞：和田昭治、作曲：和田昭治
- 「赤い花びら」（1968年3月、2014年[7]）作詞：橋本淳、作曲・編曲：筒美京平
B面：「愛して行こう」作詞：岩谷時子、作曲・編曲：いずみたく
- 「マサチューセッツ」（1968年4月、2014年[7]）作詞：なかにし礼、作曲：Barry, Robin&Maurice Gibb (ビージーズの日本語カバー)
B面：「ロック天国」作詞：朝紘一、作曲：Stooky, Mason, Dixon (ピーター・ポール&マリーの日本語カバー)
- 「キャプテン・スカーレット」（1968年5月、2014年[7]）作詞：見尾田瑞穂、作曲：バリー・グレイ（『キャプテン・スカーレット』イメージソング）
B面：「とべよ！エンゼル」作詞：吉田央、作曲・編曲：筒美京平（『キャプテン・スカーレット』イメージソング）
- 「僕のマリア」（1968年7月、2014年[7]）作詞：奥成達、作曲・編曲：和田昭治（奥成達の作詞家デビュー作）
B面：「ワン・モアー・チャンス」作詞：朝紘一、作曲・編曲：和田昭治
- 「グリーン・ベレー」（1968年8月、2014年[7]）作詞：漣健児・なかはらひろと、作曲：バリー・サドラー
B面：「ハトの来ない朝」作詞：みおたみずほ、作曲・編曲: 和田昭治
- 「孤独の夕陽」（1968年12月20日）作詞：みおたみずほ、作曲：渡辺岳夫、編曲：松山茂（テレビ時代劇『黒い編笠』主題歌）
- 「ばくはつ五郎」（1970年）作詞：橋本淳、作曲・編曲：和田昭治（テレビアニメ『ばくはつ五郎』オープニングテーマ）[8]
「涙はともだち」 作詞：橋本淳、作曲・編曲：和田昭治（テレビアニメ『ばくはつ五郎』エンディングテーマ）
青空学園校歌「さくらが光る時計台」 作詞：山上路夫、作曲・編曲：司一郎（テレビアニメ『ばくはつ五郎』挿入歌）
青空学園応援歌「燃えろ青春」 作詞：山上路夫、作曲・編曲：司一郎（テレビアニメ『ばくはつ五郎』挿入歌）
- 「誠之介武芸帳」（1969年6月）作詞：伊上勝、作曲：冬木透、作曲・編曲：林一（テレビ時代劇『妖術武芸帳』主題歌）

コーラス
- 「恋の数え唄」（1969年6月）作詞：なかにし礼、作曲・編曲：鈴木邦彦、歌：三浦恭子、コーラス：ザ・ワンダース
- 日産・サニー(1970年、日産自動車）CMソング
「なにかが呼んでいる」作詞：山上路夫、作曲・編曲：鈴木宏昌、歌：夕木ヒデ、コーラス：ザ・ワンダース、シンガーズ・スリー
- コカ・コーラ（1970年、日本コカ・コーラ）CMソング
「Big New Life」（新コカ･コーラの唄｢新世界｣）コークスキー編 ザ・ワンダース、シンガーズ・スリー

### アルバム
- ニューカマー・ザ・ワンダース（1967年8月1日、2014年[7]）12曲
- ロック天国（1968年）EPV-1044/12曲：8トラック・カートリッジ・テープ、10曲：4トラック・カートリッジ
- 太陽の仲間たち（1968年4月、2014年[7]）4曲 17センチLP 全曲英語歌詞 シングル版と別テイク
- ザ・ワンダース・コンプリート・シングルズ&モア（2000年3月23日）26曲
- GSウルトラ・レア・トラックス（2000年5月24日）オムニバス20曲中4曲　※アルバム「ロック天国」収録曲[9]
- GSウルトラ・レア・トラックス 2（2000年12月20日）オムニバス21曲中4曲（未発表の「白いブランコ」「風」を収録）

### その他
- DVD『懐かしのせんだい・みやぎ映像集 続・昭和の情景』（2010年9月18日）特典CD
「ぐいぐい走れ仙石線」 作詞：藤公之助、作曲・編曲：冬木透
「ウルトラセブンの歌」 作詞：東京一、作曲・編曲：冬木透

### ジ・エコーズ名義
- 「ウルトラセブンの歌」作詞：東京一、作曲・編曲：冬木透（『ウルトラセブン』主題歌）
「ULTRA SEVEN」作詞：東京一、作曲・編曲：冬木透（『ウルトラセブン』挿入歌）
- 「友情の虹」作詞：東京ムービー企画部、作曲：渡辺岳夫、編曲：松山茂（『巨人の星』副主題歌）
- 「雪の進軍」作詞・作曲：永井建子
- 「抜刀隊の歌」作詞：外山正一、作曲：シャルル・ルルー
- 「敵は幾万」作詞：山田美妙斎、作曲：小山作之助
軍歌はモノラル録音でCD化 オムニバスアルバムに収録。

## 出演
テレビ
- ヤング720（TBS）
- 音楽の花ひらく（NHK）
- 私達の演奏会（NHK）
- 昼の軽音楽（NHK）